# 人民决定
人民决定（西班牙语：Los Pueblos Deciden；加利西亚语：Os Pobos Deciden；巴斯克语：Herriek Erabaki；阿拉贡语：Os Pueblos Deciden；阿斯图里亚斯语：Los Pueblos Deciden）是西班牙的一个已不存在的选举联盟，由巴斯克地区联合等多个支持本地区独立的左翼地方政党组成。该联盟成立于2014年。它的支持者主要来自于巴斯克自治区和纳瓦拉自治区。